# Beyond the Grave
Beyond the Grave (Brasil: Além do Túmulo / Portugal: De Além Túmulo) é o quarto livro da série The 39 Clues. Foi escrito por Jude Watson e publicado pela nos Estados Unidos Scholastic em 4 de junho de 2009 , e no Brasil pela Editora Ática em 2010.

## Sinopse
Desilusão e mágoa. É o que Amy e Dan sentem quando chegam ao Egito à procura da próxima pista. Depois de grandes traições na Coreia do Sul, os irmãos cada vez mais entendem que estão sozinhos na caça às 39 pistas e não devem confiar em ninguém. Seguindo a dica da Deusa Sakhet, eles desafiam o tempo e os mistérios do Cairo na busca pelo tesouro, mas antes encontram uma grande surpresa: uma mensagem da falecida avó Grace. Com a ajuda da matriarca dos Cahill, Amy e Dan se arriscam e se aprofundam na caçada, cada vez mais difícil. Os inimigos continuam implacáveis, mas é a incerteza da lealdade daqueles que amam que vai envenenar seus corações.

## Enredo
A história começa com Amy e Dan Cahill tentando descobrir mais sobre a deusa Sakhet no mercado do Cairo. Lá, Irina Sparky tenta matar Dan com sua agulha venenosa presa à unha, mas Amy consegue impedí-la. Um guia turístico chamado Theo Cotter ajuda Dan e Amy a fugir de Irina. Logo eles encontram Nellie Gomez, que tinha se separado deles durante a confusão do ataque da ex-espiã russa. Nellie sente-se atraída por Theo.
Juntamente com Theo, o trio vai para a Casa Sennari, um museu onde moravam arqueólogos e estudiosos trazidos por Napoleão Bonaparte durante a invasão ao Egito. Eles resolvem investigar lá, pois Napoleão era um Cahill, um Lucian, e ele podia ter se encontrado com algum Ekaterina, o clã principal deste livro, no Egito. Dan destrói umas paredes da Casa Sennari para conseguir uma pista. Há uma perseguição, em que eles fogem dos seguranças do museu, mas o trio consegue fugir (eles se perdem Theo durante a fuga).
A pista que eles acharam no museu é uma carta indicando que a próxima pista está no palácio do L. A carta é assinada por B. D. Amy, Dan e Nellie resolvem proveitar o Egito e se hospedam no Hotel Excelsior, dizendo que são da família Oh. No quarto, Amy e Dan descobrem a base secreta dos Ekaterina, enquanto Nellie toma banho, e encontram três estátuas de Sakhet. a primeira e a terceira estátua contém um mapa num compartimento secreto, porém a segunda é sólida. Bae Oh entra na base e conta para eles a história de Sakhet. Eles descobrem que B. D. são as iniciais de Bernardino Drovetti, um arqueólogo italiano. Bae trancafia-os, pois eles se recusaram a dizer onde estava Alistair Oh, o sobrinho de Bae. Nellie acaba achando eles e o trio foge do hotel, que na verdade é de Bae. Uma senhora chamada Hilary Vale ajudá-os na fuga e eles descobrem que ela era a melhor amiga de Grace, a avó deles.
Hilary e Theo, seu neto, entragam a eles uma coisa que Grace tinha deixado: uma Sakhet. A segunda, a verdadeira, com um compartimento secreto. Na Sakhet, eles encontram uma charada em forma de poema e mais um mapa. Através da leitura dos mapas, eles descobrem que devem procurar alguma coisa na tumba de Nefertari, que fica no Luxor. No aeroporto, eles encontram rapidamente Jonah Wiazard e seu pai, que se mostram desiludidos em descobrir que no Egito ninguém conhece o nome Wizard. Um guia deixado por Grace diz que o templo de Hatshepsut